# Freie Waldorfschule Oldenburg

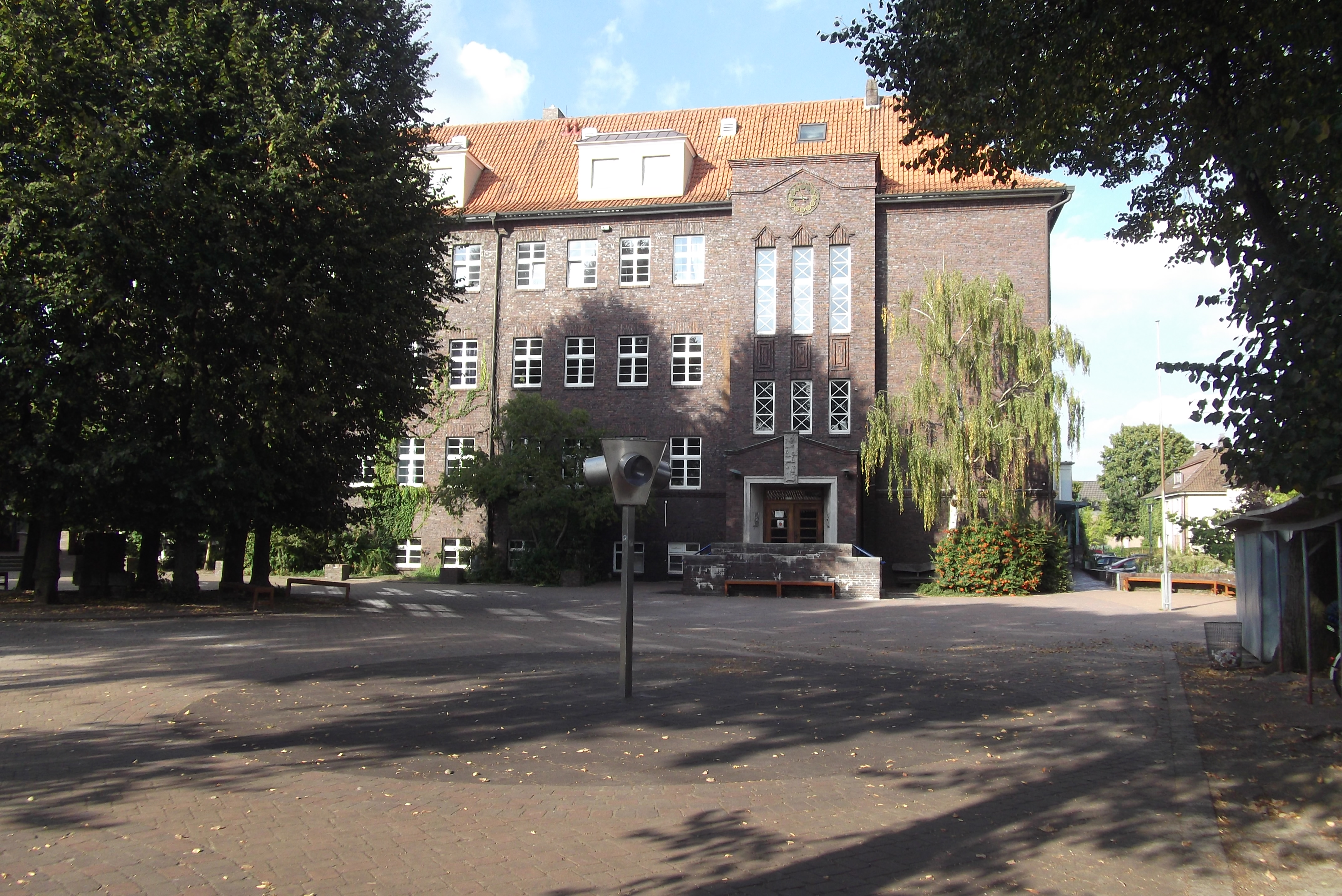
Freie Waldorfschule Oldenburg, 1928 als Volksmädchenschule Blumenhof gegründet. Entwurf von Robert Charton. Frontansicht mit Eingang. Links der Schulbrunnen

Die Freie Waldorfschule Oldenburg ist eine Waldorfschule im Oldenburger Stadtteil Osternburg. Sie ist in der denkmalgeschützten ehemaligen Volksmädchenschule untergebracht.

## Das Gebäude

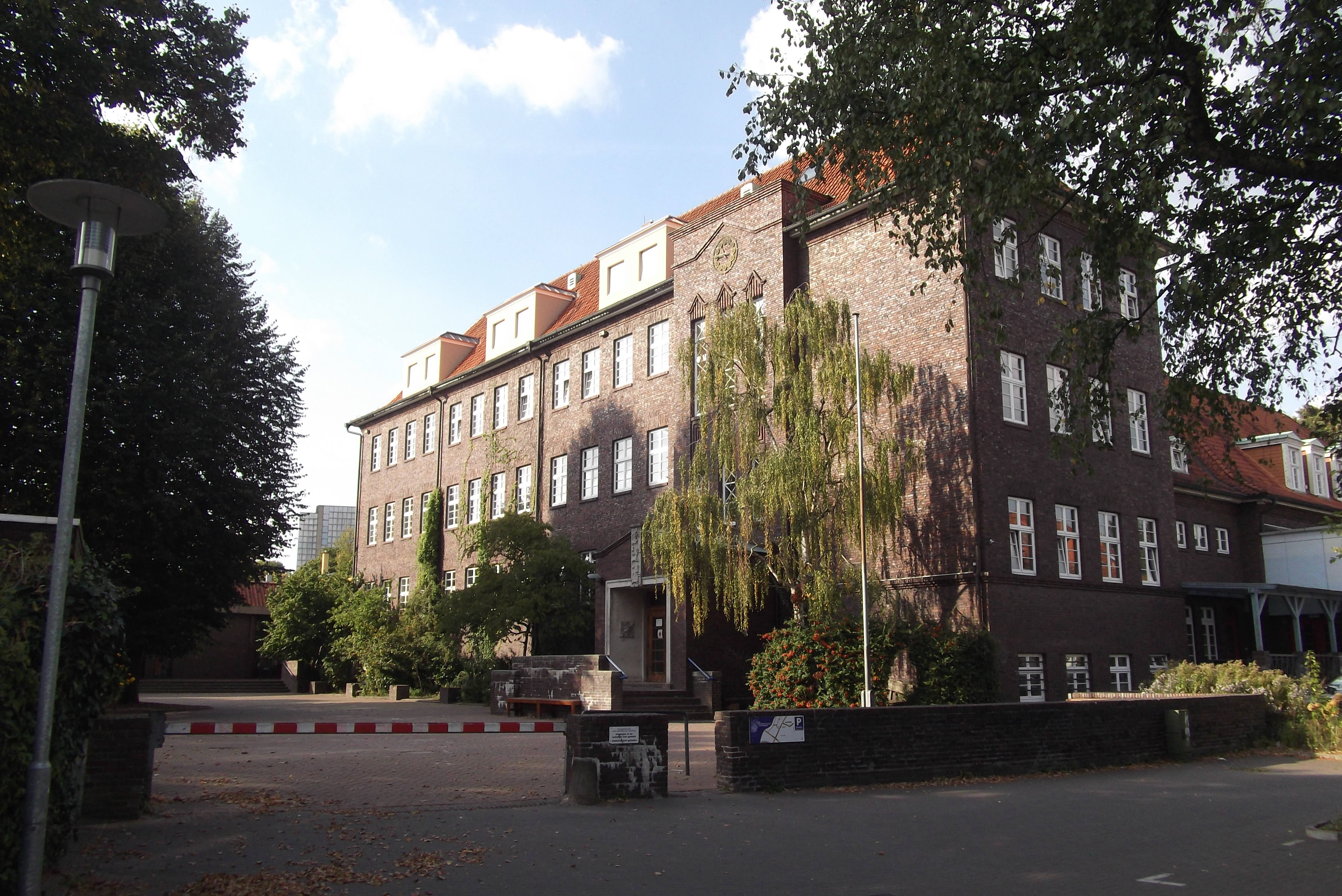
Freie Waldorfschule Oldenburg, Haupteingang

Das Schulgebäude und die Siedlungshäuser der Straße Blumenhof wurden 1925/26 von dem Oldenburger Stadtbaurat Robert Charton entworfen. Das Gelände war ab 1830 von den oldenburgischen Landdragonern, dann der Artillerie und schließlich vom Königlich Preußischen Proviantamt genutzt worden, das 1920 aufgelöst wurde. Für den Bau war die Summe von 400.000 Reichsmark bewilligt worden, wovon Charton nur 360.000 verbrauchte, wie die Nachrichten für Stadt und Land am 1. Februar 1928 hervorhoben. Seinerzeit galt der Bau als einer der großzügigsten Deutschlands.
Baubeginn war der 25. September 1926, am 1. April 1927 wurde das Hauptgebäude fertiggestellt. Aufgrund einer Frostperiode verschob sich die Aufnahme des Schulbetriebs vom 5. Januar auf den 1. Februar 1928. Die Schule trug ursprünglich den Namen Volksmädchenschule Blumenhof, der nach dem Zweiten Weltkrieg in Volksschule Blumenhof geändert wurde. Die Mädchenschule hatte sich bis dahin an der Cloppenburger Straße befunden.
Der denkmalgeschützte dreigeschossige Klinkerbau besitzt ein Walmdach mit Dachgauben. Der Eingang befindet sich in einem überhöhtem außermittigem, flach gedecktem Risalit mit vertikalen Fensterbändern und schlichter Backsteinornamentik. Die im Nordosten anschließende Turnhalle mit Walmdach ist über einen zweigeschossigen Verbindungsbau erreichbar. Der vorgelagerte Umkleidetrakt wurde nachträglich aufgestockt. Ein 1928 von der expressionistischen Bildhauerin Elsa Oeltjen-Kasimir (1887–1944) geschaffener Brunnen ziert die Mitte des Schulhofs und ist teilweise mit Mauern eingefriedet.
Im Kellergeschoss befand sich die Hausmeisterwohnung und der Milchtrinkraum, der gleichzeitig als Modellierraum genutzt werden konnte. Die Hausmeisterwohnung besaß einen separaten Eingang, so dass im Fall einer Erkrankung der Hausmeisterfamilie keine ansteckenden Krankheiten auf Schüler und Lehrer übertragen werden konnten.
Im Erdgeschoss waren vier so genannte Normalklassen und das Hausmeisterdienstzimmer untergebracht. Im ersten Obergeschoss befanden sich das Lehrer- und ein Konferenzzimmer, das Rektorzimmer und drei Normalklassen. Im zweiten Obergeschoss waren eine Normalklasse, eine Nähklasse, der Zeichensaal (gleichzeitig Physikzimmer), der Sammelraum und das Lehrmittelzimmer untergebracht. Das Dachgeschoss war nicht ausgebaut. Auf den Fluren waren Wandbrunnen aus Klinkern und Kunstsandstein eingebaut.
Das Zwischengebäude am Blumenhof enthielt getrennte Toilettenräume für Lehrerinnen, Lehrer und Schülerinnen sowie einen Turnraum, der separat von außen betreten werden konnte. Im Obergeschoss befand sich der Vorraum des Singsaals, geschmückt mit einem Gemälde von Christian Rohlfs.
Die Turnhalle enthielt neben der eigentlichen Halle Garderobenräume und einen Umkleideraum für den Lehrer. Im Obergeschoss war der Singsaal einschließlich einer kleinen Bühne untergebracht.
Linksseitig vom Hauptgebäude wurde ein Schulgarten nach dem Vorbild eines Musterkleingartens angelegt, der von dem Gartenarchitekten Hempel mitbetreut wurde. Der 2800 Quadratmeter umfassende Spielplatz enthielt eine Sandgrube für die jüngsten Jahrgänge. Vor dem Hauptgebäude befanden sich Grünanlagen.
Nach Zeitzeugenberichten war im Hauptgebäude während der Endphase des Zweiten Weltkriegs ein Notlazarett untergebracht, im heutigen Heizungsraum im Kellergeschoss links vom Haupteingang befand sich ein Luftschutzraum.
1966 wurde der letzte Volksschuljahrgang eingeschult. Offenbar 1975 zog die nunmehrige Hauptschule in die Gorch-Fock-Straße 3 um, während die bislang in der Cloppenburger Straße 28 untergebrachte Pestalozzischule Oldenburg als Förderschule in die Blumenhofschule umzog. Nach Auflösung der Pestalozzischule wurde 1989 das Anwesen von der Freien Waldorfschule Oldenburg übernommen.

## Geschichte

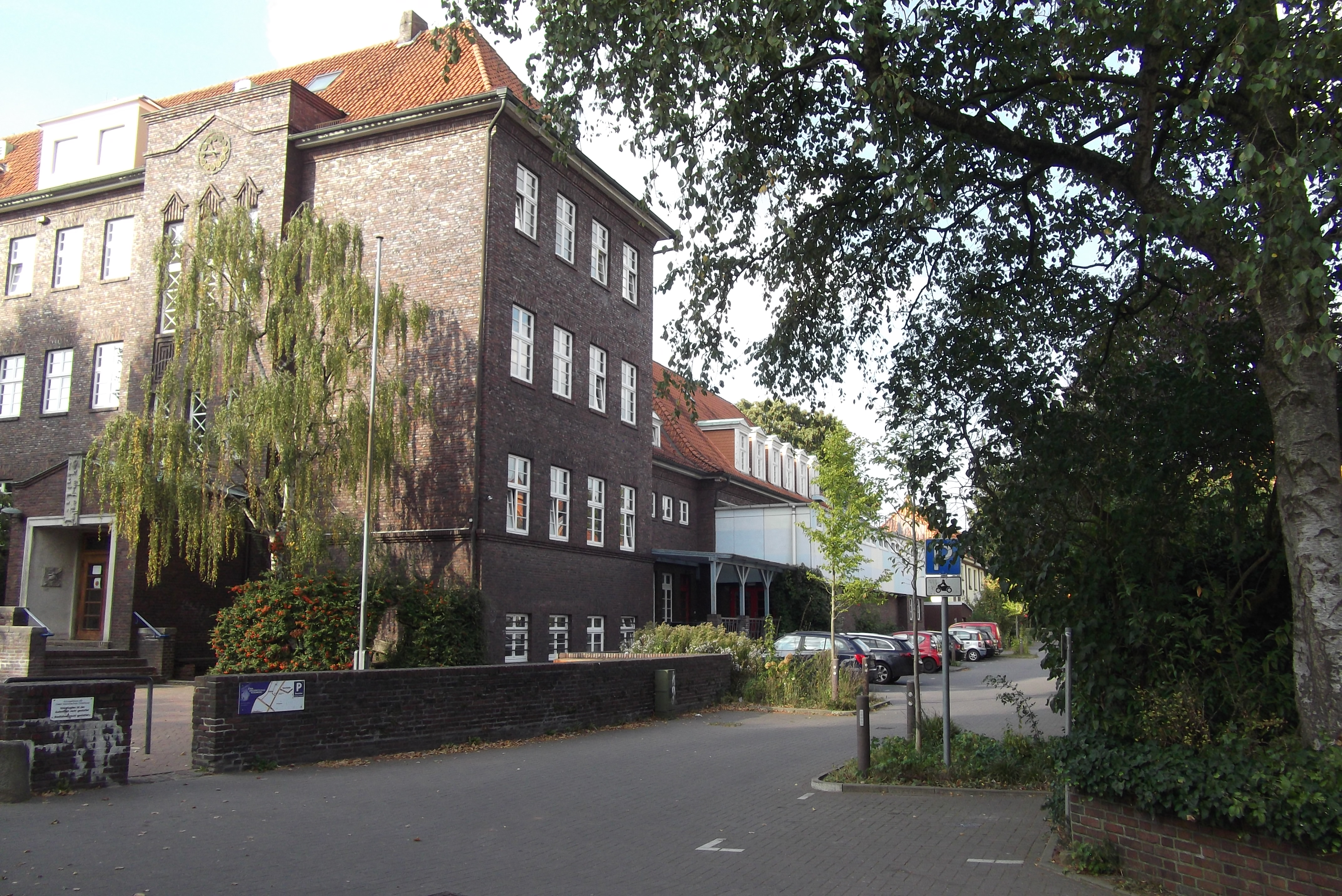
Freie Waldorfschule Oldenburg, Blick auf die Aula

Am 13. September 1980 begann die Freie Waldorfschule Oldenburg in den Räumen der Hermann-Ehlers-Schule ihren Unterricht mit 66 Schülern in 3 Klassen. 1989 konnte die Schule nach umfangreichen Um- und Anbauten und einer gründlichen Renovierung das Gebäude der ehemaligen Mädchenschule übernehmen. Neu entstanden ein Pavillon mit Unterrichtsräumen für Eurythmie, Malen, Plastizieren, Handarbeit und weitere Gruppenräume, eine Turnhalle, die gleichzeitig als Kulturbühne dient, und eine Musikaula für Unterricht und Konzerte.
Im Jahr 2005 kamen Seminarräume für den Abiturvorbereitungskurs und im Sommer 2007 eine neugebaute Turnhalle auf dem ehemaligen Bahlsengelände dazu. 

## Bekannte Schüler
Bekannter Schüler der Schule sind der Chansonnier und Schauspieler Tim Fischer, der allerdings an seine Schulzeit nur wenige gute Erinnerungen hat., und die Profigolferin Esther Henseleit.